# سیارک ۲۵۲۶
سیارک ۲۵۲۶ (به انگلیسی: 2526 Alisary، نامگذاری:1979KX) دو هزار و پانصد و بیست و ششمین سیارک کشف شده‌است که در ۱۹ مه ۱۹۷۹ کشف شد.
قدر مطلق سیارک برابر ۱۱٫۹۰ است.